# Gusti
Gusti je moško osebno ime.

## Izvor imena
Ime Gusti je različica moškega osebnega imena Gustav.

## Pogostost imena
Po podatkih Statističnega urada Republike Slovenije je bilo na dan 31. decembra 2007 v Sloveniji število moških oseb z imenom Gusti: 10.

## Osebni praznik
V koledarju je ime Gusti skupaj z imenom Gustav; god praznuje 7. oktobra.